# 阿拉伯共和國聯邦
阿拉伯共和國聯邦（阿拉伯语：اتحاد الجمهوريات العربية）是一個曾經存在的一個泛阿拉伯主義國家，由利比亞、埃及和敘利亞三個阿拉伯國家所組成，建立於1972年。由於三國於各方面意見不合等因素，該聯邦於1977年解散。
阿拉伯共和國聯邦的成立起源於前阿拉伯利比亚共和国領導人穆阿迈尔·卡扎菲的倡議，認為必要組成一個單一的阿拉伯國家，以實現泛阿拉伯主義。在1972年3月，埃及、叙利亚和利比亚三國分別舉行公民投票，並且都通过投票支持阿拉伯共和国联邦的成立，但上述三国政府都拒絕立即正式合併，埃、叙、利三国只是共同使用了图案极为相近的国旗和国徽，以示三方准备创造条件，为最终实现合为一国而努力。蘇丹和伊拉克也曾经建议或被邀请加入联邦内，但最终因分歧过多而未参加。
该政权与阿拉伯联合共和國並無關聯，但部分模仿了阿拉伯联合共和国的组织结构。
1973年10月第四次中东战争爆发后，因利比亚不满埃及未邀请其打击以色列，暂停了拟议中的埃及-利比亚合并计划，阿拉伯共和国联邦内部合并进程自此受阻。1977年3月，又因叙利亚、利比亚联合谴责埃及试图与以色列达成和解，埃利、埃叙断绝外交关系，聯邦无法继续维持，最終在同年6月30日正式解散。

## 成員國
| 成員国家 | 之前国旗 | 之后国旗 | 之前国徽 | 之后国徽 | 执政党                    | 首都     | 建国日期       | 政治体制 | 地理位置 |
| -------- | -------- | -------- | -------- | -------- | ------------------------- | -------- | -------------- | -------- | -------- |
| 利比亚   |          |          |          |          | 利比亚阿拉伯社会主义联盟  | 的黎波里 | 1951年12月24日 | 共和制   |          |
| 叙利亚   |          |          |          |          | 阿拉伯复兴社会党          | 大马士革 | 1946年4月17日  | 共和制   |          |
| 埃及     |          |          |          |          | 阿拉伯社会主义联盟 (埃及) | 开罗     | 1953年6月18日  | 共和制   |          |